# Campionati sloveni di ciclismo su strada
I Campionati sloveni di ciclismo su strada sono la manifestazione ciclistica annuale che assegna il titolo di Campione di Slovenia.
I vincitori hanno il diritto di indossare per un anno la maglia di campione sloveno, come accade per il campione mondiale.
Dopo che Blaž Jarc (categoria U23) ha stabilito il miglior tempo assoluto nei Campionati del 2009 e ha battuto tutti i top rider (categoria Elite), la Federazione ciclistica slovena (KZS) ha deciso di cambiare le regole e renderlo più comprensibile al pubblico. A differenza di prima, quando i risultati dell'U23 venivano conteggiati solo nella propria categoria, dal 2010 in poi, il potenziale vincitore dell'U23 per tempo diventa il campione Elite (lo stesso per il 2°, 3°... posto).

## Campioni in carica
| Uomini Elite | Uomini Elite   |
| ------------ | -------------- |
| In linea     | Domen Novak    |
| Cronometro   | Mihael Štajnar |
| Donne Elite  |                |
| In linea     | Urška Žigart   |
| Cronometro   | Eugenia Bujak  |

## Gara in linea

### Uomini Elite

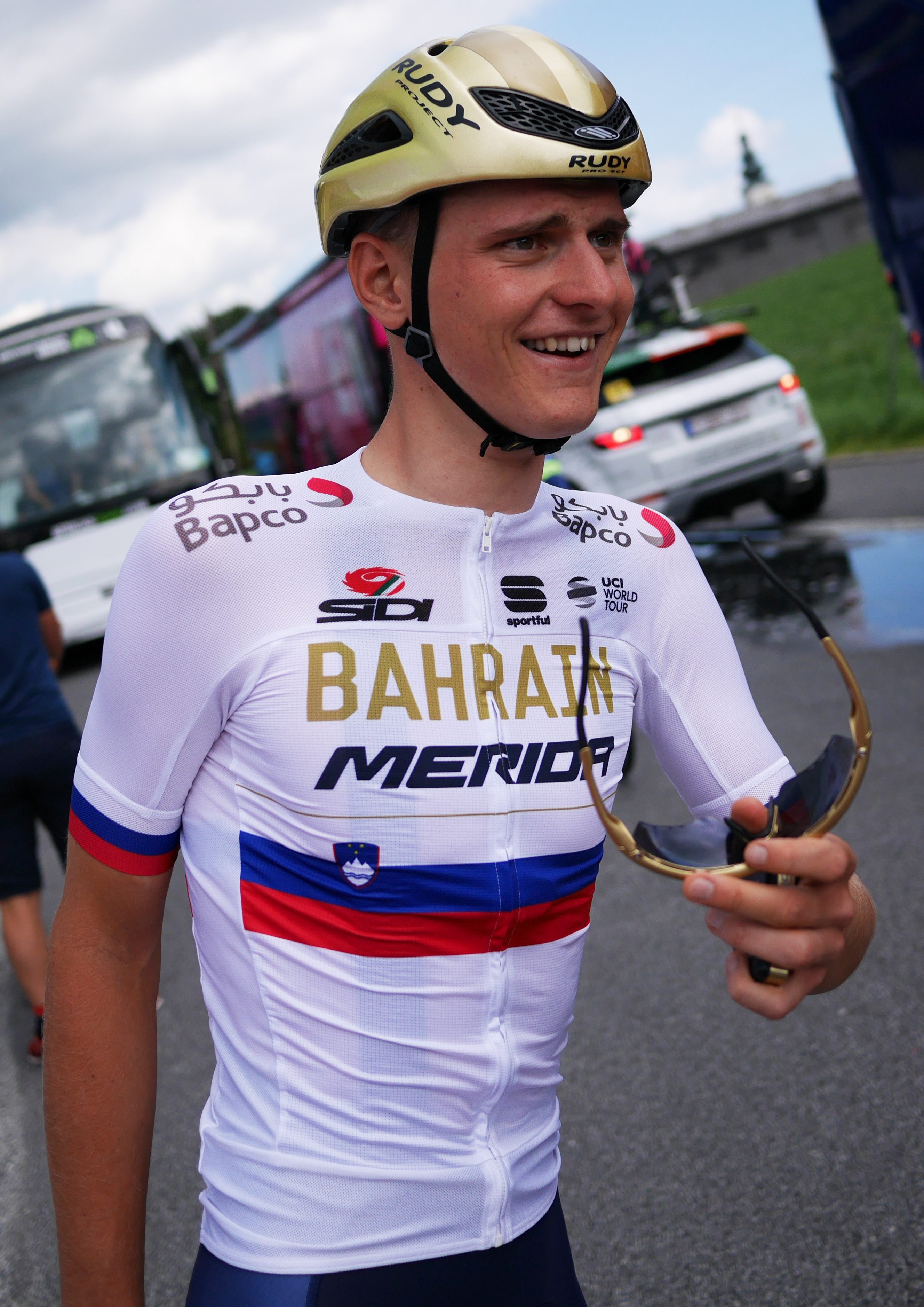
Matej Mohorič (2018, 2021)

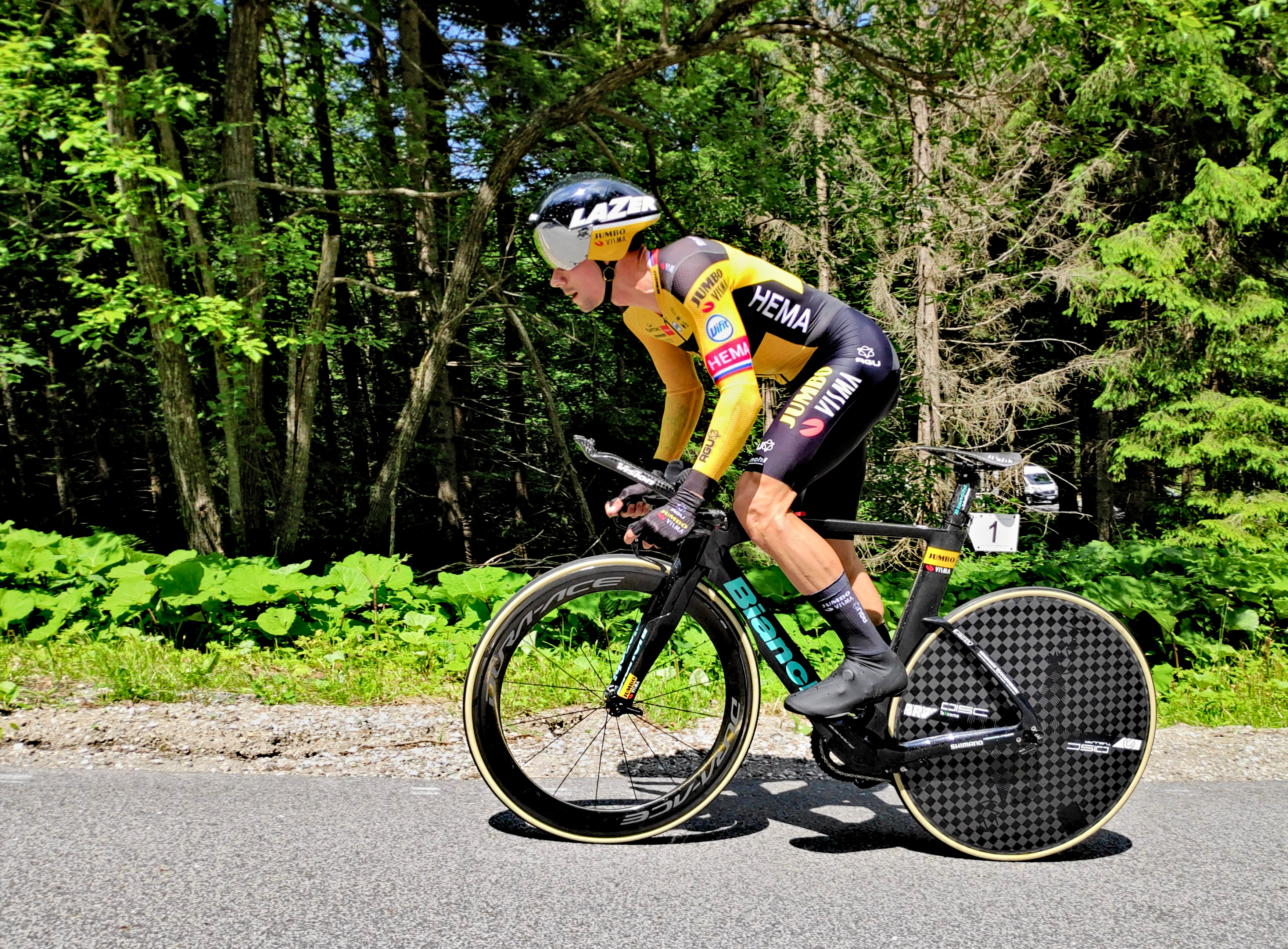
Primož Roglič (2020)

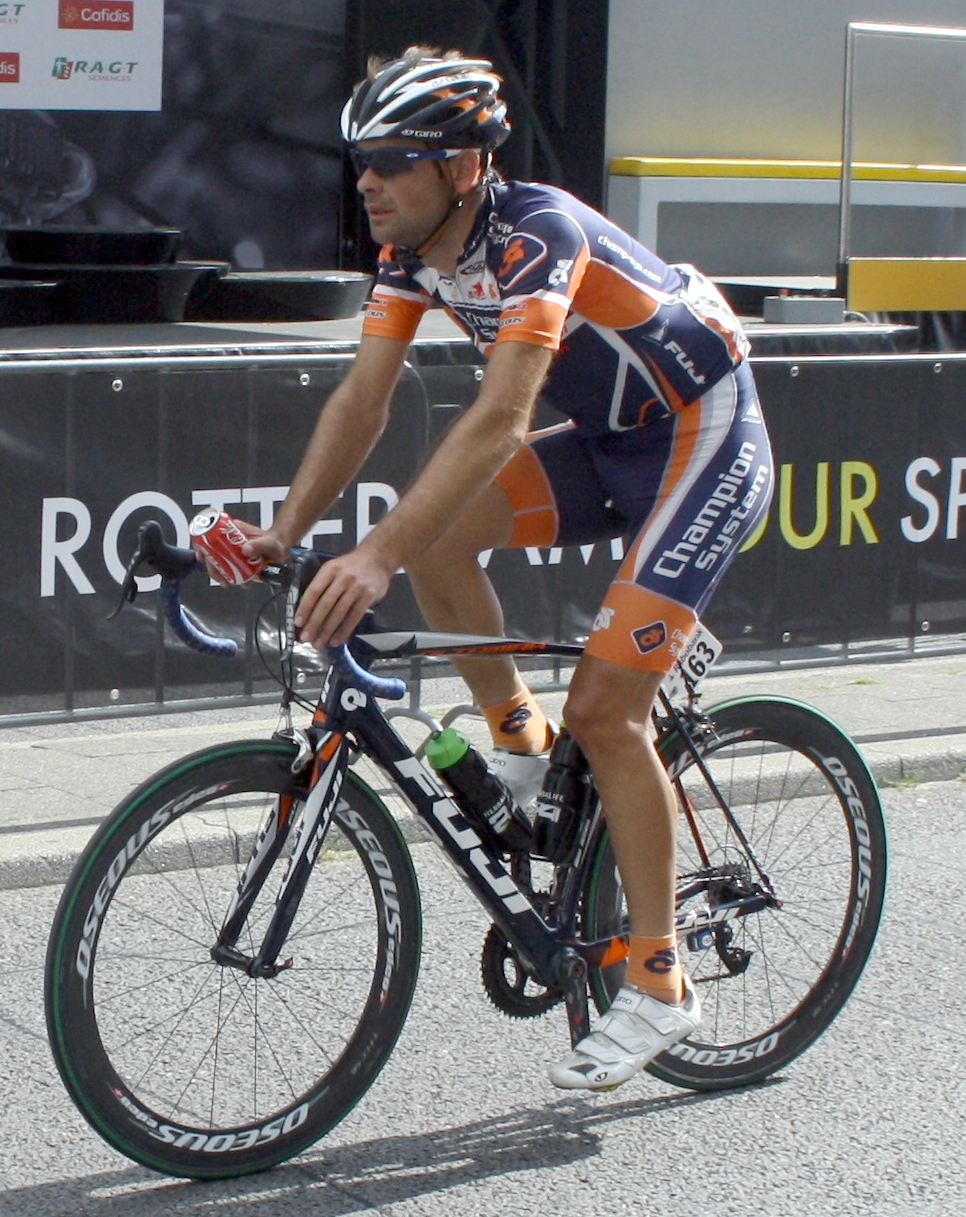
G. Gazvoda (5 titoli)

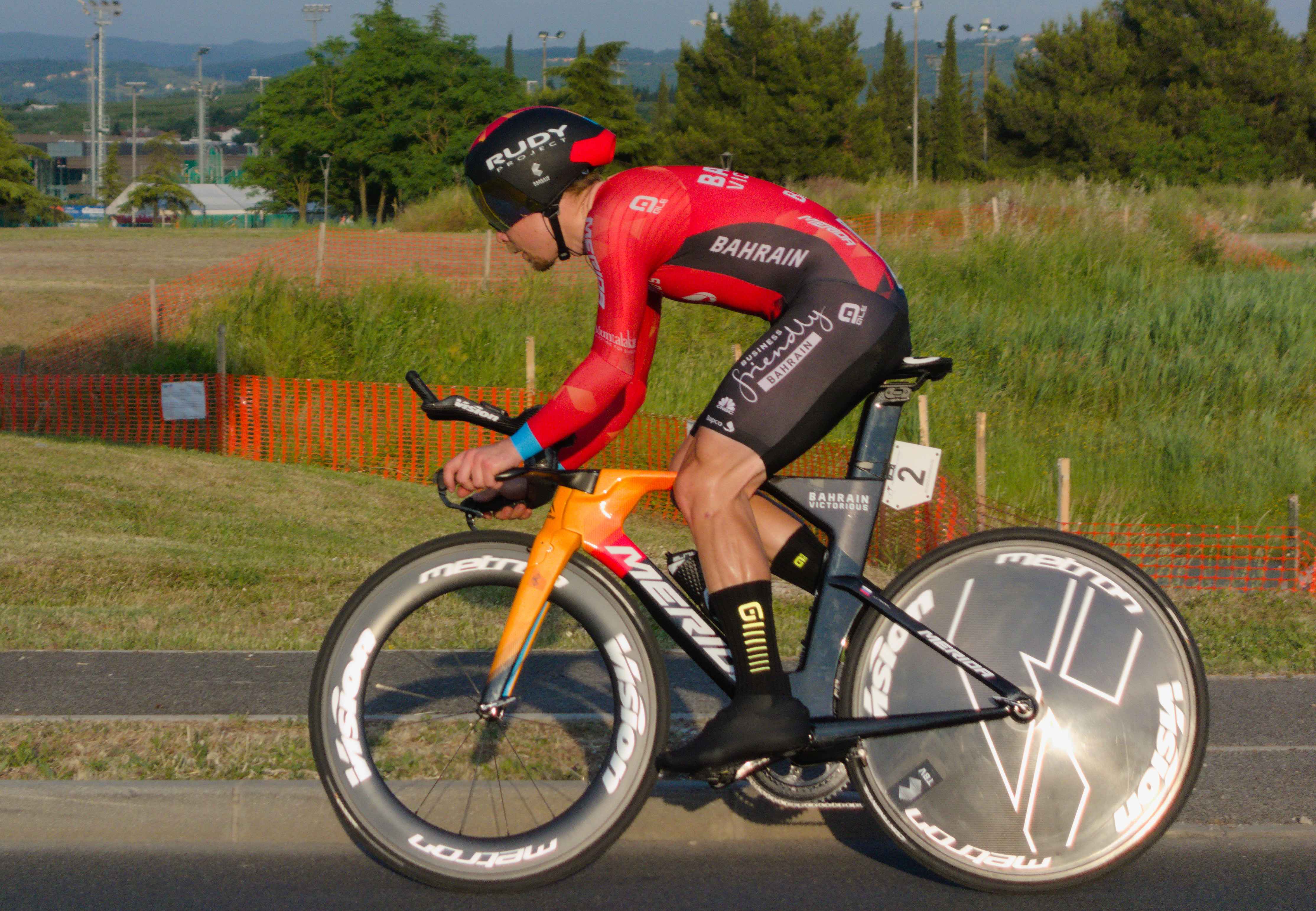
Tratnik (4 titoli)

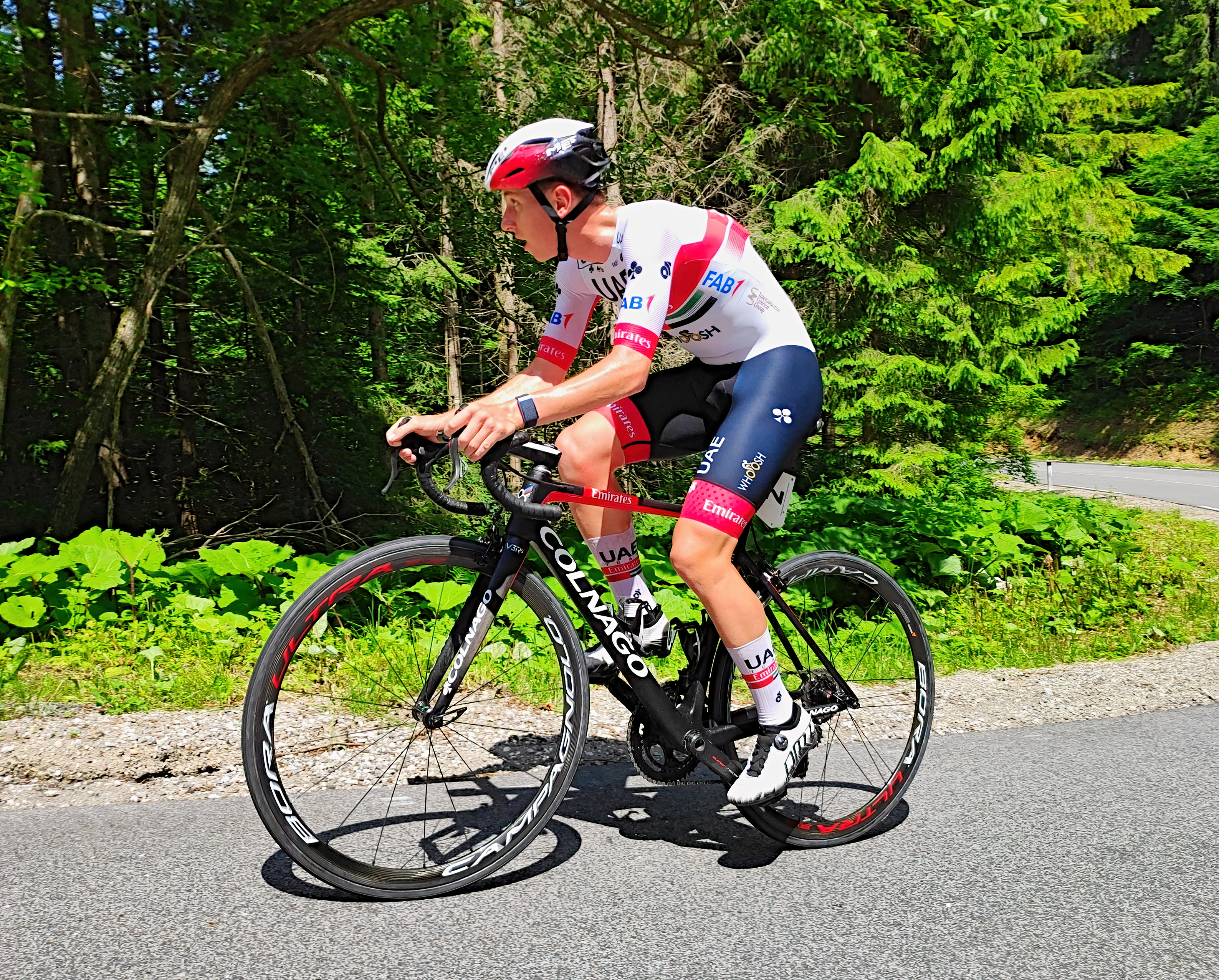
Tadej Pogačar (3 titoli)

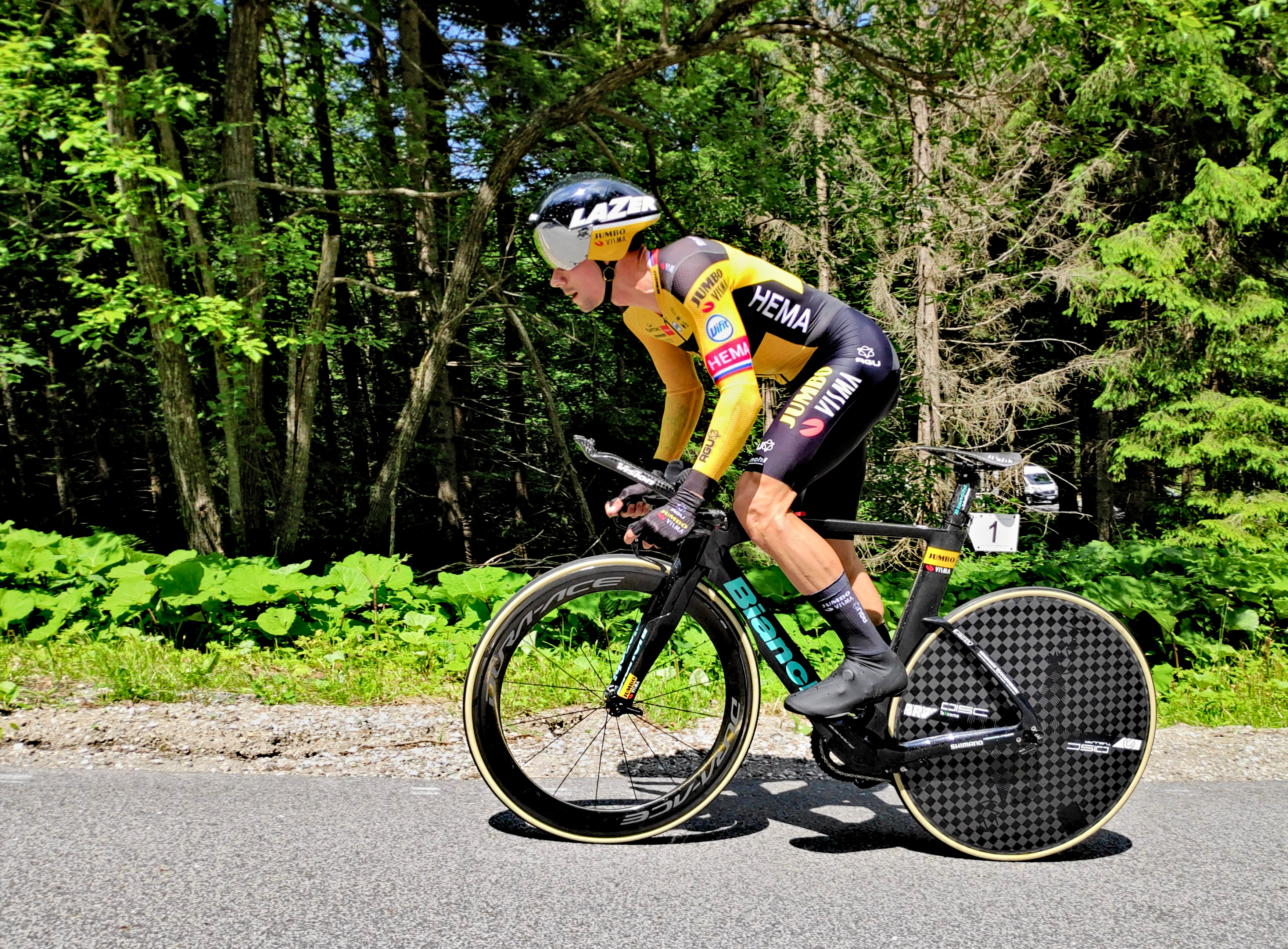
Primož Roglič (2016)

| Anno           | Città              | Distanza | Campione                                           | Secondo                                      | Terzo                                        | Fonte         |
| 2 agosto 1991  | Slovenske Konjice  | 170,8 km | Sandi Šmerc (KK Merx Celje)                        | Aleš Pagon (Sava Kranj)                      | Marko Polanc (Sava Kranj)                    | [ 1 ]         |
| 13 giugno 1992 | Ptuj               | 190 km   | Valter Bonča (KK Astra Veletrgovina)               | Brane Ugrenovič (KK Celje)                   | Sandi Papež (KD Krka)                        | [ 2 ] [ 3 ]   |
| 8 agosto 1993  | Tržič              | 150 km   | Marko Velkavrh (Rog Ljubljana)                     | Bogdan Fink (KD Krka)                        | Jure Robič (Sava Kranj)                      | [ 4 ] [ 5 ]   |
| 14 agosto 1994 | Tržič              | 154 km   | Martin Hvastija (Rog Ljubljana)                    | Brane Ugrenovič (KD Krka)                    | Sandi Papež (KD Krka)                        | [ 6 ] [ 7 ]   |
| 20 agosto 1995 | Ptuj               | 164 km   | Gorazd Štangelj (KD Krka)                          | Robert Pintarič (Rog Ljubljana)              | Borut Rovšček (Sava Kranj)                   | [ 8 ] [ 9 ]   |
| 23 giugno 1996 | Lenart             | 152 km   | Bogdan Ravbar (KD Krka)                            | Sandi Papež (KD Krka)                        | Boštjan Mervar (KD Krka)                     | [ 10 ] [ 11 ] |
| 29 giugno 1997 | Nova Gorica        | 163,6 km | Sašo Sviben (Radenska Rog)                         | Sandi Šmerc (Sava Kranj)                     | Gorazd Štangelj (Krka-Telekom)               | [ 12 ] [ 13 ] |
| 5 luglio 1998  | Gabrje             | 162 km   | Igor Kranjec (Perutnina Ptuj Radenska Rog)         | Gorazd Štangelj (Krka-Telekom)               | Sandi Šmerc (Sava Kranj)                     | [ 14 ] [ 15 ] |
| 27 giugno 1999 | Ptuj               | 157,3 km | Tadej Križnar (Sava Kranj)                         | Igor Kranjec (Perutnina Ptuj Radenska Rog)   | Branko Filip (Gerolsteiner)                  | [ 16 ]        |
| 25 giugno 2000 | Gabrje             | 162 km   | Andrej Hauptman (Vini Caldirola)                   | Valter Bonča (Bosch Hausgeräte)              | Uroš Murn (Mobilvetta Design–Rossin)         | [ 17 ]        |
| 1 luglio 2001  | Stari trg ob Kolpi | 146 km   | Martin Derganc (Perutnina Ptuj-Krka Telekom)       | Boštjan Mervar (Perutnina Ptuj-Krka Telekom) | Branko Filip (Perutnina Ptuj-Krka Telekom)   | [ 18 ]        |
| 30 luglio 2002 | Ptuj               | 180 km   | Boris Premužič (Perutnina Ptuj-Krka Telekom)       | Sašo Sviben (Team Nürnberger)                | Gregor Zajc (BK Kamen)                       | [ 19 ]        |
| 29 giugno 2003 | Gabrje             | 143 km   | Tadej Valjavec (Fassa Bortolo)                     | Valter Bonča (Perutnina Ptuj-Krka Telekom)   | Boštjan Mervar (Perutnina Ptuj-Krka Telekom) | [ 20 ]        |
| 27 giugno 2004 | Cerkvenjak         | 140 km   | Uroš Murn (Phonak Hearing Systems)                 | Boris Premužič (Sava Kranj)                  | Andrej Hauptman (Lampre)                     | [ 21 ]        |
| 26 giugno 2005 | Ptuj               | 180 km   | Mitja Mahorič (Perutnina Ptuj)                     | Gregor Gazvoda (Perutnina Ptuj)              | Boštjan Rezman (Sava)                        | [ 22 ]        |
| 25 giugno 2006 | Gabrje             | 141 km   | Jure Golčer (Perutnina Ptuj)                       | Tomaž Nose (Adria Mobil)                     | Uroš Silar (Swiag Pro Cycling Team)          | [ 23 ]        |
| 1 luglio 2007  | Polhov Gradec      | 127,4 km | Tadej Valjavec (Lampre–Fondital)                   | Tomaž Nose (Adria Mobil)                     | Matej Gnezda (Radenska-Powerbar)             | [ 24 ]        |
| 29 giugno 2008 | Gabrje             | 173 km   | Borut Božič (Cycle Collstrop)                      | Matej Stare (Perutnina Ptuj)                 | Gregor Gazvoda (Perutnina Ptuj)              | [ 25 ]        |
| 28 giugno 2009 | Mirna Peč          | 178 km   | Mitja Mahorič (Radenska–KD Financial Point)        | Jure Kocjan (Carmiooro A Style)              | Janez Brajkovič (Astana)                     | [ 26 ] [ 27 ] |
| 27 giugno 2010 | Ptuj               | 177 km   | Gorazd Štangelj (Astana)                           | Matej Gnezda (Adria Mobil)                   | Blaž Furdi (Sava)                            | [ 28 ] [ 29 ] |
| 25 giugno 2011 | Kromberk           | 160 km   | Grega Bole (Lampre-ISD)                            | Blaž Furdi (Adria Mobil)                     | Gregor Gazvoda (Perutnina Ptuj)              | [ 30 ]        |
| 24 giugno 2012 | Mirna Peč          | 166 km   | Borut Božič (Astana)                               | Marko Kump (Adria Mobil)                     | Luka Pibernik (Radenska)                     | [ 31 ]        |
| 23 giugno 2013 | Gabrje             | 143 km   | Luka Pibernik (Radenska)                           | Matej Mugerli (Adria Mobil)                  | Jure Golčer (Tyrol Cycling Team)             | [ 32 ]        |
| 29 giugno 2014 | Gabrje             | 165 km   | Matej Mugerli (Adria Mobil)                        | Luka Mezgec (Giant Shimano)                  | Kristjan Fajt (Adria Mobil)                  | [ 33 ]        |
| 28 giugno 2015 | Mirna Peč          | 178,3 km | Luka Pibernik (Lampre Merida)                      | Kristjan Fajt (Adria Mobil)                  | Borut Božič (Astana)                         | [ 34 ]        |
| 26 giugno 2016 | Ihan               | 168 km   | Jan Tratnik (Amplatz–BMC)                          | Luka Mezgec (Orica–GreenEDGE)                | David Per (Adria Mobil)                      | [ 35 ]        |
| 25 giugno 2017 | Kranj              | 145,5 km | Luka Mezgec (Orica-Scott)                          | Grega Bole (Bahrain-Merida)                  | Matej Mohorič (UAE Team Emirates)            | [ 36 ] [ 37 ] |
| 24 giugno 2018 | Mirna Peč          | 178,5 km | Matej Mohorič (Bahrain-Merida)                     | Domen Novak (Bahrain-Merida)                 | Luka Pibernik (Bahrain-Merida)               | [ 38 ]        |
| 30 giugno 2019 | Radovljica         | 149,8 km | Domen Novak (Bahrain-Merida)                       | Gašper Katrašnik (Adria Mobil)               | Marko Kump (Adria Mobil)                     | [ 39 ]        |
| 21 giugno 2020 | Cerklje – Ambrož   | 146 km   | Primož Roglič (Team Jumbo–Visma)                   | Tadej Pogačar (UAE Team Emirates)            | Matej Mohorič (Bahrain-McLaren)              | [ 40 ]        |
| 20 giugno 2021 | Capodistria        | 172 km   | Matej Mohorič (Team Bahrain Victorious)            | Jan Polanc (UAE Team Emirates)               | Luka Mezgec (Team BikeExchange)              | [ 41 ]        |
| 26 giugno 2022 | Maribor            | 167 km   | Kristijan Koren (Adria Mobil)                      | Matevž Govekar (Team Bahrain Victorious)     | Luka Mezgec (Team BikeExchange–Jayco)        | [ 42 ]        |
| 25 giugno 2023 | Radovljica         | 156 km   | Tadej Pogačar (UAE Team Emirates)                  | Luka Mezgec (Team Jayco AlUla)               | Matej Mohorič (Bahrain Victorious)           | [ 43 ]        |
| 23 giugno 2024 | Trebnje            | 150,5 km | Domen Novak (UAE Team Emirates)                    | Gal Glivar (UAE Team Emirates Gen Z)         | Matej Mohorič (Bahrain Victorious)           | [ 44 ] [ 45 ] |
| 29 giugno 2025 | Celje              | 180.8 km | Jakob Omrzel (Bahrain Victorious Development Team) | Jaka Marolt (Factor Racing)                  | Matevž Govekar (Bahrain Victorious)          |               |

### Donne Elite

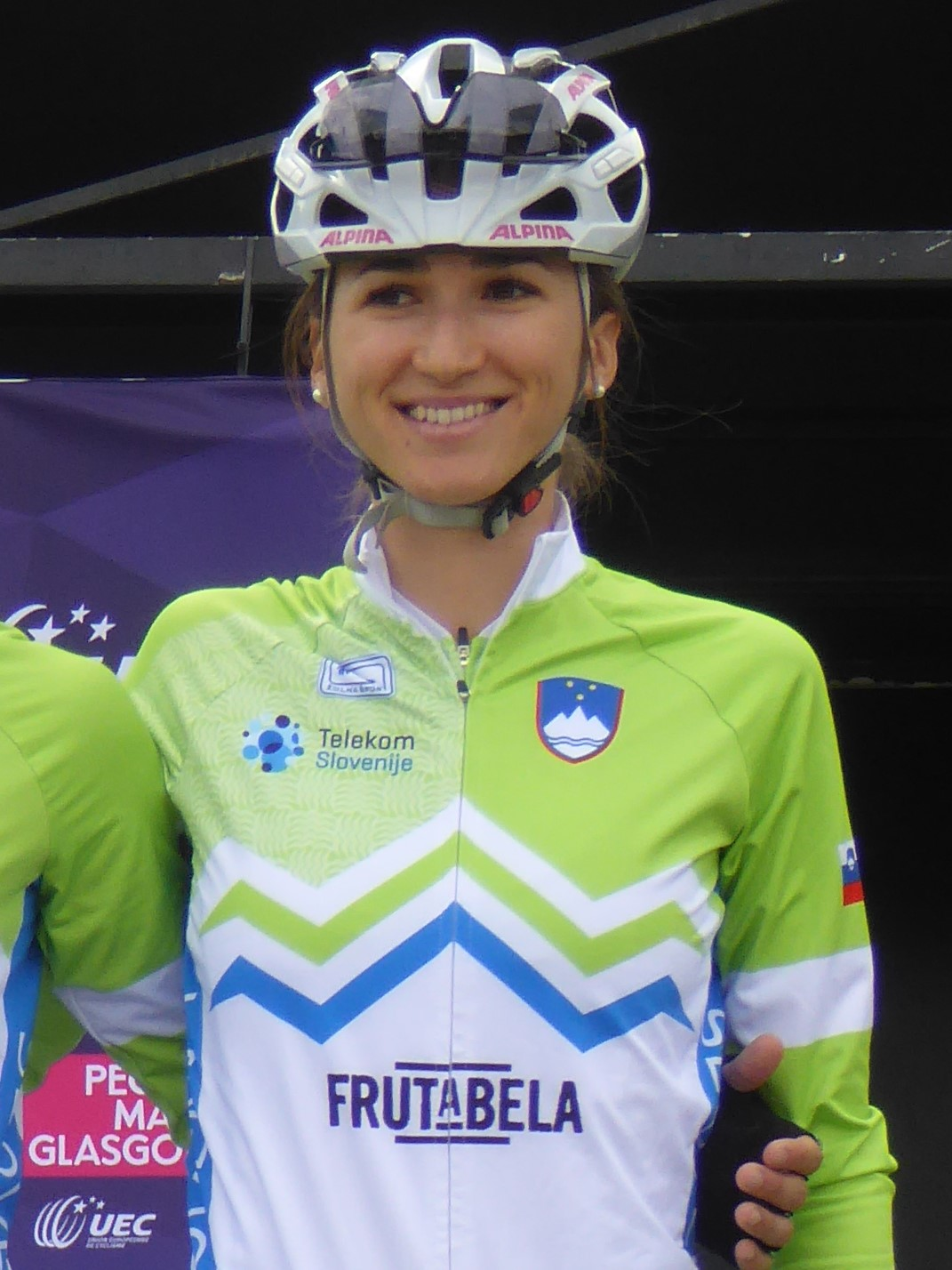
P. Batagelj (registrare 9 titoli)

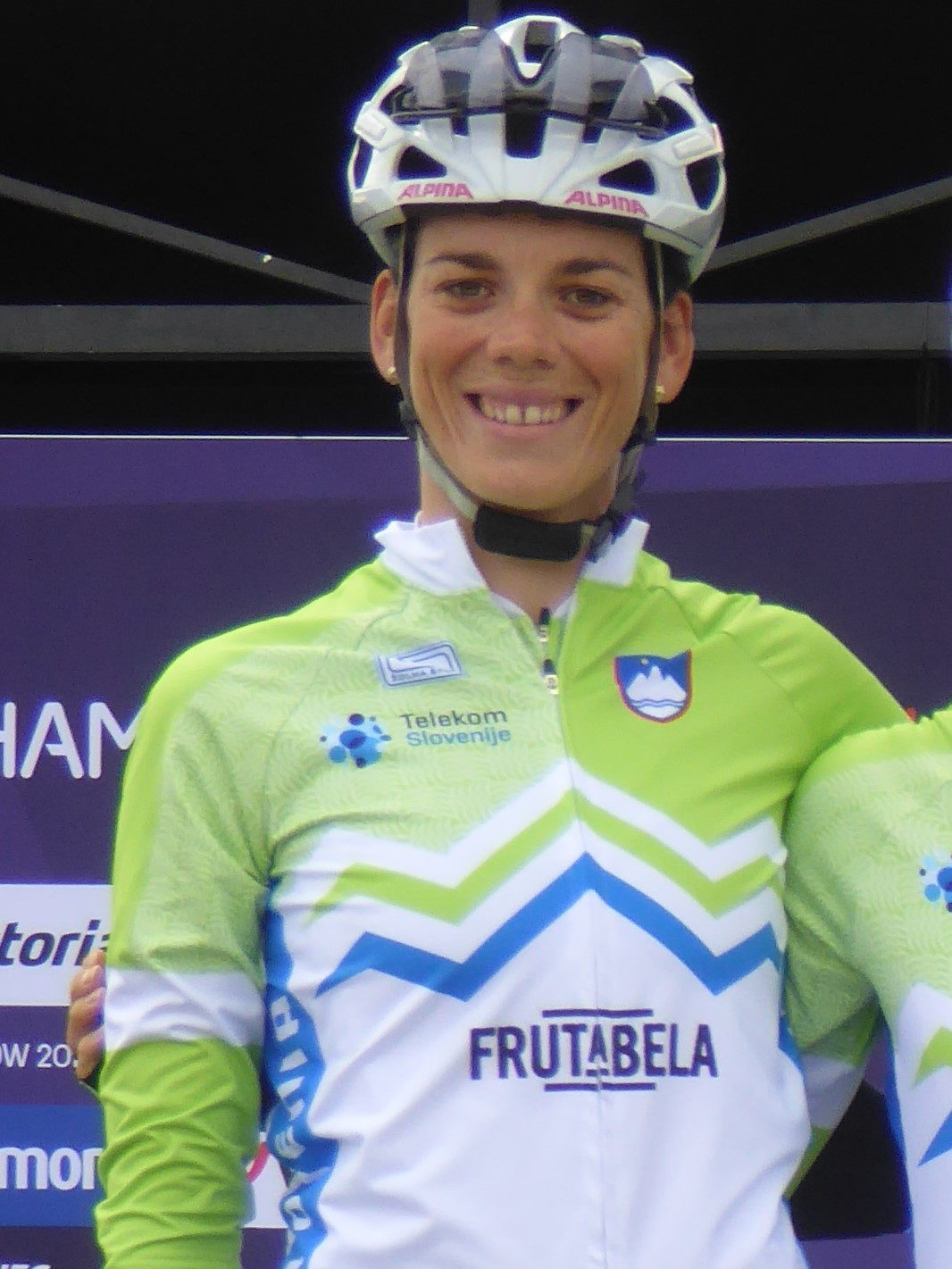
Eugenia Bujak (2019, 2021, 2022)

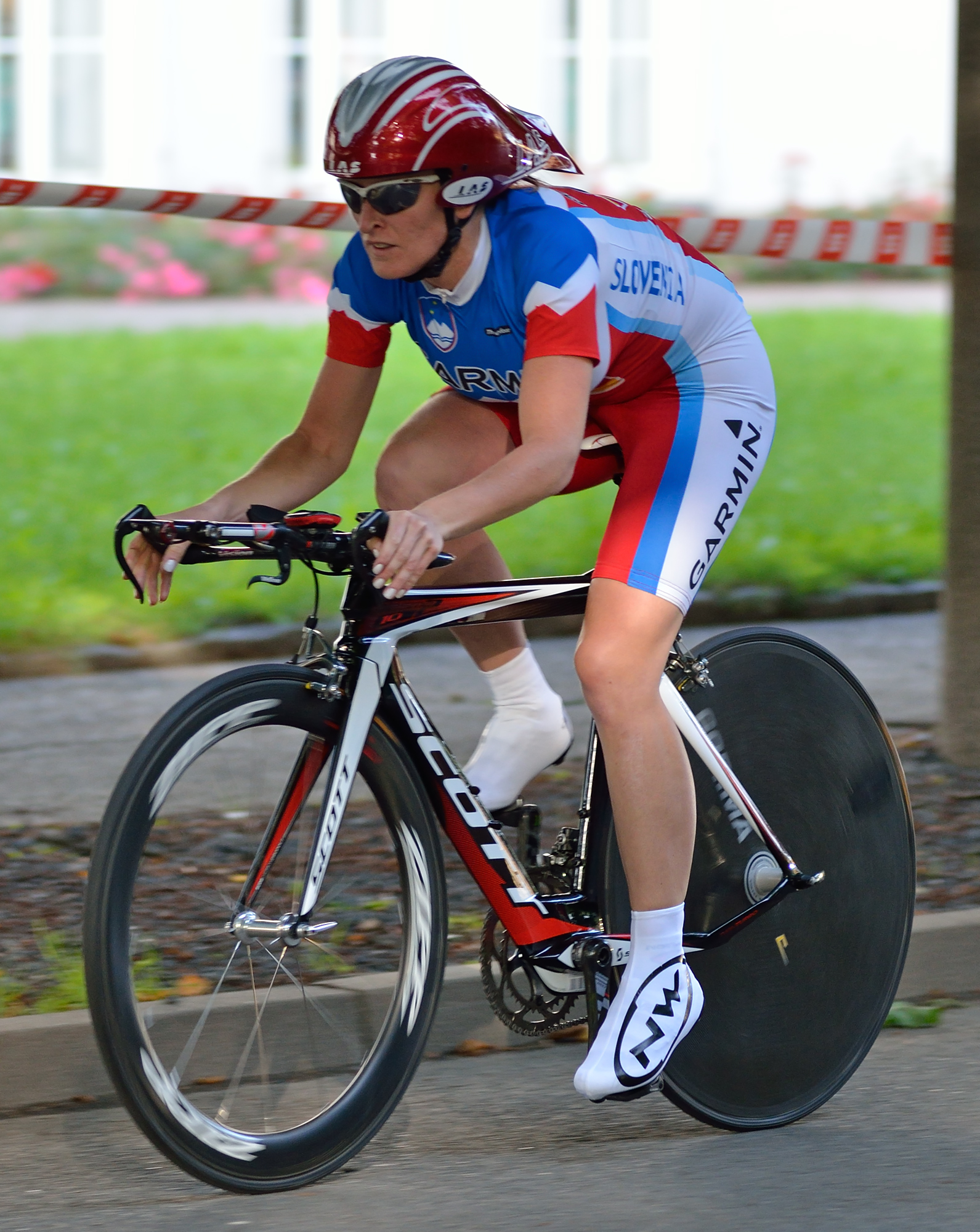
T. Rutar (5 titoli)

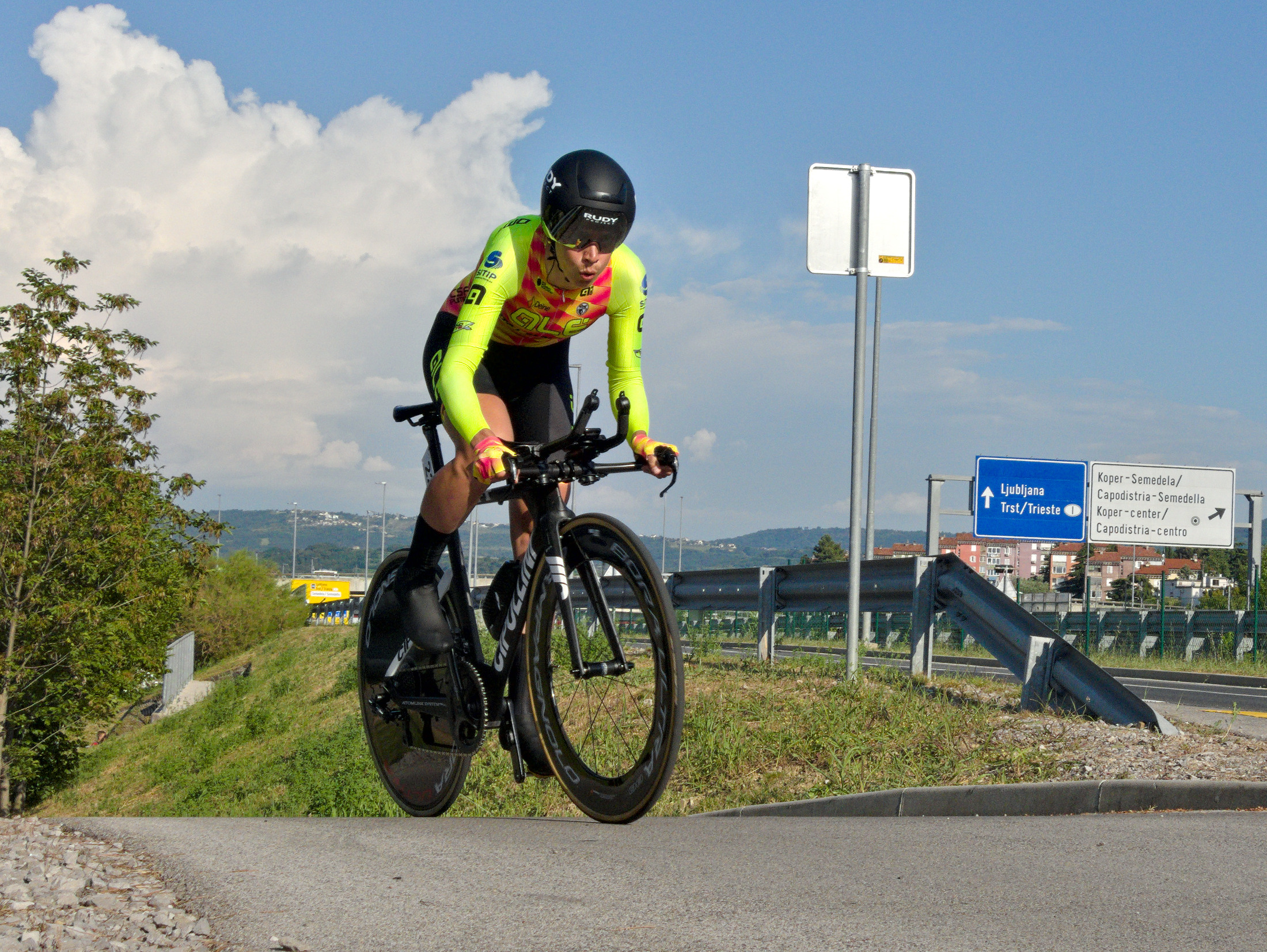
E. Bujak (3 titoli)

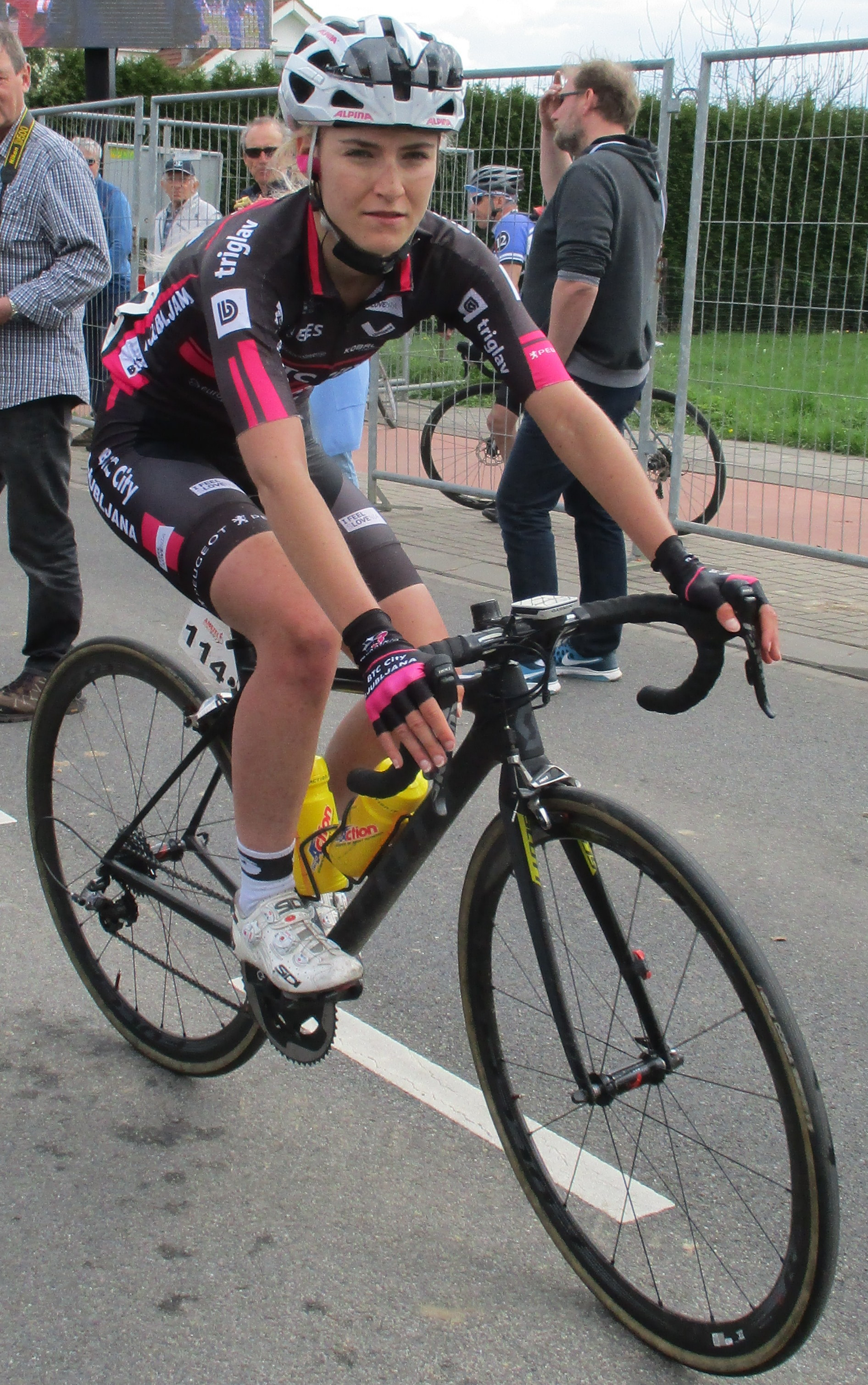
Urška Žigart (3 titoli)

| Anno           | Citta             | Distanza        | Campione                                 | Seconda                                       | Terza                                   | Fonte           |
| 2 agosto 1991  | Slovenske Konjice | 61 km           | Marija Trobec (KK Soča)                  | Melita Podgornik (KK Soča)                    | Branka Debeljak (KK Soča)               | [ 1 ] [ 46 ]    |
| 13 giugno 1992 | Ptuj              | 76 km           | Minka Logonder (KK Janez Peternel)       | Vida Uršič (KK Janez Peternel)                | Marija Trobec (KK Soča)                 | [ 3 ]           |
| 8 agosto 1993  | Tržič             | 37,5 km         | Minka Logonder (Proloco Scott)           | Vida Uršič (Proloco Scott)                    | Marjeta Sajevec (KD Krka)               | [ 4 ]           |
| 14 agosto 1994 | Tržič             | 30,8 km         | Vida Uršič (Proloco Scott)               | Minka Logonder (Proloco Scott)                | Marjeta Sajevec (KD Krka)               | [ 7 ]           |
| 20 agosto 1995 | Ptuj              | 70,5 km         | Minka Logonder (Proloco Scott)           | Marjeta Sajevec (KD Krka)                     | Brank (Astra)                           | [ 8 ] [ 47 ]    |
| 23 giugno 1996 | Lenart            | 57 km           | Vida Uršič (Stop Team Jezersko)          | Marija Trobec (Stop Team Jezersko)            | Minka Logonder (Stop Team Jezersko)     | [ 10 ] [ 48 ]   |
| 1997 – 2008    | non organizzato   | non organizzato | non organizzato                          | non organizzato                               | non organizzato                         | non organizzato |
| 28 giugno 2009 | Mirna Peč         | 71,4 km         | Sigrid Corneo (Menikini – Selle Italia)  | Blaža Klemenčič (Felt International MTB Team) | Polona Batagelj (Pedale Castellano)     | [ 26 ] [ 49 ]   |
| 25 giugno 2010 | Ptuj              | 60 km           | Polona Batagelj (Klub Polet Garmin)      | Sigrid Corneo (Top Girls Fassa Bortolo)       | Ajda Opeka (Klub Polet Garmin)          | [ 28 ] [ 50 ]   |
| 25 giugno 2011 | Kromberk          | 64 km           | Polona Batagelj (Klub Polet Garmin)      | Urša Pintar (Klub Polet Garmin)               | Živa Verbič (Klub Polet Garmin)         | [ 30 ] [ 51 ]   |
| 24 giugno 2012 | Mirna Peč         | 71,4 km         | Polona Batagelj (Klub Polet Garmin)      | Petra Zrimšek (BePink)                        | Urša Pintar (Klub Polet Garmin)         | [ 31 ] [ 52 ]   |
| 23 giugno 2013 | Gabrje            | 66 km           | Polona Batagelj (E.Leclerc - Klub Polet) | Špela Kern (E.Leclerc - Klub Polet)           | Urša Pintar (E.Leclerc - Klub Polet)    | [ 53 ] [ 54 ]   |
| 29 giugno 2014 | Gabrje            | 66 km           | Polona Batagelj (BTC City Ljubljana)     | Urša Pintar (BTC City Ljubljana)              | Špela Kern (BTC City Ljubljana)         | [ 55 ] [ 56 ]   |
| 28 giugno 2015 | Mirna Peč         | 71,4 km         | Polona Batagelj (BTC City Ljubljana)     | Urša Pintar (BTC City Ljubljana)              | Špela Kern (BTC City Ljubljana)         | [ 57 ] [ 58 ]   |
| 26 giugno 2016 | Ihan              | 70 km           | Polona Batagelj (BTC City Ljubljana)     | Urša Pintar (BTC City Ljubljana)              | Špela Kern (BTC City Ljubljana)         | [ 59 ] [ 60 ]   |
| 25 giugno 2017 | Kranj             | 65,2 km         | Polona Batagelj (BTC City Ljubljana)     | Špela Kern (Bizkaia–Durango)                  | Katja Jeretina (Adria Mobil)            | [ 37 ] [ 61 ]   |
| 24 giugno 2018 | Mirna Peč         | 107,1 km        | Polona Batagelj (BTC City Ljubljana)     | Urša Pintar (BTC City Ljubljana)              | Špela Kern (Health Mate–Cyclelive Team) | [ 38 ] [ 62 ]   |
| 30 giugno 2019 | Radovljica        | 85,6 km         | Eugenia Bujak (BTC City Ljubljana)       | Urša Pintar (BTC City Ljubljana)              | Urška Žigart (BTC City Ljubljana)       | [ 39 ] [ 63 ]   |
| 21 giugno 2020 | Cerklje – Ambrož  | 68 km           | Urša Pintar (Alé BTC Ljubljana)          | Špela Kern (Lviv Cycling Team)                | Urška Žigart (Alé BTC Ljubljana)        | [ 40 ] [ 64 ]   |
| 20 giugno 2021 | Capodistria       | 103 km          | Eugenia Bujak (Alé BTC Ljubljana)        | Urška Pintar (Alé BTC Ljubljana)              | Špela Kern (Massi–Tactic)               | [ 41 ]          |
| 26 giugno 2022 | Maribor           | 100 km          | Eugenia Bujak (UAE Team ADQ)             | Špela Kern (Massi–Tactic)                     | Urška Pintar (UAE Team ADQ)             | [ 42 ]          |
| 25 giugno 2023 | Radovljica        | 97,5 km         | Urška Pintar (BTC City Ljubljana Scott)  | Urška Žigart (Team Jayco–AlUla)               | Špela Kern (Cofidis)                    | [ 43 ]          |
| 23 giugno 2024 | Trebnje           | 107,5 km        | Urška Žigart (Liv AlUla Jayco)           | Urška Pintar (BTC City Ljubljana Zhiraf Am.)  | Špela Kern (Cofidis)                    | [ 44 ] [ 45 ]   |
| 29 giugno 2025 | Celje             | 180,8 km        |                                          |                                               |                                         |                 |

## Cronometro

### Uomini Elite
| Anno              | Citta                      | Distanza                   | Campione                                    | Secondo                                    | Terzo                                          | Fonte                      |
| 13 ottobre 1991   | Nova Gorica                | 40.8 km                    | Marko Baloh (Merx Celje)                    | Sandi Papež (KD Krka)                      | Igor Bertoncelj (Sava Kranj)                   | [ 65 ]                     |
| 1992              | non organizzato            | non organizzato            | non organizzato                             | non organizzato                            | non organizzato                                | non organizzato            |
| 16 ottobre 1993   | Atomske toplice            | 42 km                      | Sašo Sviben (KD Krka)                       | Robert Pintarič (Rog Ljubljana)            | Marko Baloh (Rog Ljubljana)                    | [ 66 ] [ 67 ]              |
| 9 ottobre 1994    | Kozje                      | 44 km                      | Robert Pintarič (Rog Ljubljana)             | Borut Rovšček (Sava Kranj)                 | Sašo Sviben (Rog Ljubljana)                    | [ 68 ] [ 69 ]              |
| 3 giugno 1995     | Kranj                      | 40 km                      | Robert Pintarič (Rog Ljubljana)             | Brane Ugrenovič (KD Krka)                  | Boris Premužič (Rog Ljubljana)                 | [ 70 ] [ 71 ]              |
| 29 giugno 1996    | Novo mesto                 | 22.7 km                    | Robert Pintarič (Rog Ljubljana)             | Sašo Sviben (Rog Ljubljana)                | Boris Premužič (Rog Ljubljana)                 | [ 72 ]                     |
| 27 settembre 1997 | Kranj                      | 40 km                      | Sašo Sviben (Radenska Rog)                  | Robert Pintarič (Radenska Rog)             | Valter Bonča (Radenska Rog)                    | [ 73 ] [ 74 ]              |
| 1998              | non organizzato            | non organizzato            | non organizzato                             | non organizzato                            | non organizzato                                | non organizzato            |
| 25 giugno 1999    | Ptuj                       | 48.6 km                    | Branko Filip (Gerolsteiner)                 | Saša Sviben (Perutnina Ptuj Radenska Rog)  | Kristjan Mugerli (De Nardi–Pasta Montegrappa)  | [ 75 ] [ 76 ]              |
| 22 giugno 2000    | Zagabria                   | n/a                        | Valter Bonča (Bosch Hausgeräte)             | Mitja Mahorič (KRKA-Telekom Slovenije)     | Igor Kranjec (KRKA-Telekom Slovenije)          | [ 77 ]                     |
| 29 giugno 2001    | Lenart                     | 36,5 km                    | Mitja Mahorič (KRKA-Telekom Slovenije)      | Sašo Sviben (Stabil-Steiermark)            | Boris Premužič (KRKA-Telekom Slovenije)        | [ 78 ]                     |
| 2002              | non organizzato quest'anno | non organizzato quest'anno | non organizzato quest'anno                  | non organizzato quest'anno                 | non organizzato quest'anno                     | non organizzato quest'anno |
| 27 giugno 2003    | Tišina                     | 40 km                      | Mitja Mahorič (Perutnina Ptuj)              | Valter Bonča (Perutnina Ptuj)              | Dean Podgornik (Perutnina Ptuj)                | [ 79 ]                     |
| 25 giugno 2004    | Salcano                    | 37 km                      | Dean Podgornik (Tenax)                      | Gregor Gazvoda (Perutnina Ptuj)            | Boris Premužič (Sava Kranj)                    | [ 80 ]                     |
| 19 giugno 2005    | Salcano                    | 36,4 km                    | Gregor Gazvoda (Perutnina Ptuj)             | Valter Bonča (Sava)                        | Dean Podgornik (Tenax–Nobili Rubinetterie)     | [ 81 ] [ 82 ]              |
| 8 ottobre 2006    | Salcano                    | 37,6 km                    | Kristjan Fajt (Radenska–PowerBar)           | David Tratnik (Radenska–PowerBar)          | Matej Gnezda (Radenska–PowerBar)               | [ 84 ]                     |
| 25 giugno 2007    | Salcano                    | 37,9 km                    | Gregor Gazvoda (Perutnina Ptuj)             | Matej Mugerli (Liquigas)                   | Dean Podgornik (MapaMap-BantProfi)             | [ 87 ] [ 88 ]              |
| 25 giugno 2008    | Salcano                    | 37.9 km                    | Gregor Gazvoda (Perutnina Ptuj)             | Kristjan Koren (Perutnina Ptuj)            | Jure Zrimšek (Adria Mobil)                     | [ 89 ]                     |
| 25 giugno 2009    | Salcano                    | 37,9 km                    | Janez Brajkovič (Astana)                    | Gregor Gazvoda (EQA–Meitan Hompo–Graphite) | Kristjan Koren (Bottoli Nordelettrica Ramonda) | [ 90 ]                     |
| 25 junio 2010     | Salcano                    | 36,7 km                    | Gregor Gazvoda (Arbö KTM–Gebrüder Weiss)    | Kristjan Koren (Liquigas–Doimo)            | Borut Božič (Vacansoleil)                      | [ 91 ]                     |
| 26 giugno 2011    | Salcano                    | 37,9 km                    | Janez Brajkovič (Team RadioShack)           | Robert Vrečer (Obrazi Delo Revije)         | (successivamente annullato)                    | [ 92 ]                     |
| 8 giugno 2012     | Lubiana                    | 37,4 km                    | Robert Vrečer (Team Vorarlberg)             | Gregor Gazvoda (Ag2r–La Mondiale)          | Jan Polanc (Radenska)                          | [ 93 ]                     |
| 7 giugno 2013     | Lubiana                    | 37,2 km                    | Klemen Štimulak (Adria Mobil)               | Matej Mugerli (Adria Mobil)                | Kristjan Fajt (Adria Mobil)                    | [ 94 ]                     |
| 6 giugno 2014     | Lubiana                    | 36 km                      | Gregor Gazvoda (Gebrüder Weiss–Oberndorfer) | Klemen Štimulak (Adria Mobil)              | Blaž Jarc (NetApp–Endura)                      | [ 95 ]                     |
| 12 giugno 2015    | Lubiana                    | 44 km                      | Jan Tratnik (Amplatz–BMC)                   | Klemen Štimulak (Adria Mobil)              | Gregor Gazvoda (Kinan Cycling Team)            | [ 96 ] [ 97 ]              |
| 10 giugno 2016    | Lubiana                    | 44 km                      | Primož Roglič (LottoNL–Jumbo)               | Matej Mohorič (Lampre–Merida)              | Rok Korošec (Radenska–Ljubljana)               | [ 98 ] [ 99 ]              |
| 9 giugno 2017     | Lubiana                    | 44 km                      | Jan Polanc (UAE Team Emirates)              | Gregor Gazvoda (Adria Mobil)               | Izidor Penko (Rog–Ljubljana)                   | [ 100 ]                    |
| 8 giugno 2018     | Lubiana                    | 44 km                      | Jan Tratnik (CCC–Sprandi–Polkowice)         | Tadej Pogačar (UAE Team Emirates)          | Izidor Penko (Ljubljana Gusto Xaurum)          | [ 101 ]                    |
| 7 giugno 2019     | Lubiana                    | 44 km                      | Tadej Pogačar (UAE Team Emirates)           | Matej Mohorič (Bahrain–Merida)             | Jan Tratnik (Bahrain–Merida)                   | [ 102 ]                    |
| 28 giugno 2020    | Pokljuka                   | 15,7 km                    | Tadej Pogačar (UAE Team Emirates)           | Primož Roglič (Team Jumbo–Visma)           | Jan Polanc (UAE Team Emirates)                 | [ 103 ] [ 104 ]            |
| 17 giugno 2021    | Capodistria                | 31,5 km                    | Jan Tratnik (Team Bahrain Victorious)       | Jan Polanc (UAE Team Emirates)             | Tadej Pogačar (UAE Team Emirates)              | [ 105 ]                    |
| 23 giugno 2022    | Karteljevo                 | 28,8 km                    | Jan Tratnik (Team Bahrain Victorious)       | Matej Mohorič (Team Bahrain Victorious)    | Jan Polanc (UAE Team Emirates)                 | [ 106 ]                    |
| 22 giugno 2023    | Pokljuka                   | 15,7 km                    | Tadej Pogačar (UAE Team Emirates)           | Marko Pavlič (mebloJOGI Pro-concrete)      | Anže Skok (Ljubljana Gusto Santic)             | [ 107 ]                    |
| 20 giugno 2024    | Trebnje                    | 30,1 km                    | Matej Mohorič (Bahrain Victorious)          | Matevž Govekar (Bahrain Victorious)        | Jaka Primožič (Hrinkow Advarics)               | [ 108 ] [ 109 ]            |
| 27 giugno 2025    | Celje                      | 29 km                      | Mihael Štajnar (Pogi Team Gusto Ljubljana)  | Matic Žumer (Adria Mobil)                  | Timotej Bavec (KK Ribno Alpine Resort Bled)    | [ 110 ]                    |

### Donne Elite
| Anno            | Citta                             | Distanza                          | Campione                               | Seconda                                     | Terza                                     | Fonte                             |
| 13 ottobre 1991 | Nova Gorica                       | 13,6 km                           | Kristan (AS Astra VT)                  | Marjeta Sajevec (KD Krka)                   | Marija Trobec (KK Soča)                   | [ 65 ]                            |
| 1992 – 1993     | non organizzato in questo periodo | non organizzato in questo periodo | non organizzato in questo periodo      | non organizzato in questo periodo           | non organizzato in questo periodo         | non organizzato in questo periodo |
| 9 ottobre 1994  | Kozje                             | 16,5 km                           | Vida Uršič (Stop Team)                 | Minka Logonder (Proloco Scott)              | Marjeta Sajevec (KD Krka)                 | [ 69 ]                            |
| 3 giugno 1995   | Kranj                             | 20 km                             | Minka Logonder (Proloco Scott)         | Krebs (Avs)                                 | Vida Uršič (Stop Team)                    | [ 71 ]                            |
| 29 giugno 1996  | Novo mesto                        | 14 km                             | Minka Logonder (Proloco Scott)         | Vida Uršič (Stop Team)                      | Marjeta Sajevec (KD Krka)                 | [ 72 ]                            |
| 1997 – 2005     | non organizzato in questo periodo | non organizzato in questo periodo | non organizzato in questo periodo      | non organizzato in questo periodo           | non organizzato in questo periodo         | non organizzato in questo periodo |
| 8 ottobre 2006  | Salcano                           | 13 km                             | Katja Šorli (Brda Dobrovo)             | Jelka Rakuš (Bambi AU2)                     | Maja Štangelj (Adria Mobil)               | [ 111 ]                           |
| 25 giugno 2007  | Salcano                           | 18 km                             | Jelka Rakuš (Bam.bi BI-A2U)            |                                             |                                           | [ 112 ]                           |
| 25 giugno 2008  | Salcano                           | 18 km                             | Tjaša Rutar (KK Postojna)              | Katja Šorli (KD Brda Dobrovo)               | Ajda Opeka (KK Postojna)                  | [ 113 ] [ 114 ]                   |
| 25 giugno 2009  | Salcano                           | 18 km                             | Tjaša Rutar (Klub Polet Garmin)        | Polona Batagelj (Pedale Castellano)         | Alenka Novak (Klub Polet Garmin)          | [ 115 ] [ 116 ]                   |
| 25 giugno 2010  | Salcano                           | 18 km                             | Tjaša Rutar (Klub Polet Garmin)        | Sigrid Corneo (Top Girls Fassa Bortolo)     | Polona Batagelj (Bizkaia–Durango)         | [ 117 ] [ 118 ]                   |
| 26 giugno 2011  | Salcano                           | 18 km                             | Tjaša Rutar (Klub Polet Garmin)        | Polona Batagelj (Bizkaia–Durango)           | Alenka Novak (Klub Polet Garmin)          | [ 92 ] [ 119 ]                    |
| 8 giugno 2012   | Lubiana                           | 18,6 km                           | Tjaša Rutar (Klub Polet Garmin)        | Urša Pintar (Klub Polet Garmin)             | Sara Frece (Klub Polet Garmin)            | [ 120 ] [ 121 ]                   |
| 7 giugno 2013   | Lubiana                           | 18 km                             | Sara Frece (E.Leclerc–Klub Polet)      | Polona Batagelj (Diadora–Pasta Zara)        | Alenka Novak (E.Leclerc–Klub Polet)       | [ 94 ] [ 122 ]                    |
| 6 giugno 2014   | Lubiana                           | 18 km                             | Polona Batagelj (BTC City Ljubljana)   | Sara Frece (BTC City Ljubljana)             | Tjaša Rutar (BTC City Ljubljana)          | [ 123 ]                           |
| 12 giugno 2015  | Lubiana                           | 22 km                             | Polona Batagelj (BTC City Ljubljana)   | Alenka Novak (BTC City Ljubljana)           | Urša Pintar (BTC City Ljubljana)          | [ 124 ]                           |
| 10 giugno 2016  | Lubiana                           | 22 km                             | Urša Pintar (BTC City Ljubljana)       | Alenka Novak (n/a)                          | Urška Žigart (BTC City Ljubljana)         | [ 125 ]                           |
| 9 giugno 2017   | Lubiana                           | 21,2 km                           | Urša Pintar (BTC City Ljubljana)       | Polona Batagelj (BTC City Ljubljana)        | Alenka Novak (Adria Mobil)                | [ 126 ]                           |
| 8 giugno 2018   | Lubiana                           | 22 km                             | Eugenia Bujak (BTC City Ljubljana)     | Urša Pintar (BTC City Ljubljana)            | Polona Batagelj (BTC City Ljubljana)      | [ 101 ]                           |
| 7 giugno 2019   | Lubiana                           | 22 km                             | Eugenia Bujak (BTC City Ljubljana)     | Urša Pintar (BTC City Ljubljana)            | Urška Žigart (BTC City Ljubljana)         | [ 127 ]                           |
| 28 giugno 2020  | Pokljuka                          | 15,7 km                           | Urška Žigart (Alé BTC Ljubljana)       | Blaža Klemenčič (Habitat Mountainbike Team) | Urška Bravec (Alé BTC Ljubljana)          | [ 104 ]                           |
| 17 giugno 2021  | Capodistria                       | 21,2 km                           | Eugenia Bujak (Alé BTC Ljubljana)      | Urša Pintar (Alé BTC Ljubljana)             | Urška Žigart (Team BikeExchange)          | [ 128 ] [ 129 ]                   |
| 23 giugno 2022  | Karteljevo                        | 14,4 km                           | Urška Žigart (Team BikeExchange–Jayco) | Eugenia Bujak (UAE Team ADQ)                | Urša Pintar (UAE Team ADQ)                | [ 130 ]                           |
| 22 giugno 2023  | Pokljuka                          | 15,7 km                           | Urška Žigart (Team BikeExchange–Jayco) | Urša Pintar (BTC City Ljubljana Scott)      | Nika Bobnar (BTC City Ljubljana Scott)    | [ 107 ]                           |
| 20 giugno 2024  | Trebnje                           | 20 km                             | Urška Žigart (Liv AlUla Jayco)         | Hana Žumer (BTC City Ljubljana Zhiraf Amb.) | Ema Pirš (BTC City Ljubljana Zhiraf Amb.) | [ 108 ] [ 109 ]                   |
| 27 giugno 2025  | Celje                             | 21.7 km                           | Eugenia Bujak (Cofidis)                | Urška Žigart (AG Insurance–Soudal)          | Vita Movrin                               | [ 110 ]                           |

### Annotazioni
1. ↑  Slovenske Konjice (1991) – la tappa programmata originale era lunga 183 km (ridotta per 1 giro o 12,2 km, a causa dell'imminente buio.)
2. ↑  Gabrje (2000) – il vincitore originale Gorazd Štangelj è stato successivamente squalificato per doping. Poi Hauptman è diventato il campione.
3. ↑  Mirna Peč (2009) – Blaž Jarc (U23) è stato il vincitore assoluto per tempo, ma Mitja Mahorič è stato il migliore tra gli Elite.
4. ↑  Zagabria (2000) – ha ospitato i Campionati nazionali a cronometro maschili di Croazia e Slovenia in comune
5. ↑  Salcano (2006) – Kristjan Koren (U23) e stato il vincitore assoluto per tempo, ma Kristjan Fajt è stato il campione nazionale nella categoria Elite.[83]
6. ↑  Salcano (2007) – Kristjan Koren (U23) e stato il vincitore assoluto per tempo, ma Gregor Gazvoda è stato il campione nazionale nella categoria Elite.[85][86]
7. ↑  Solkan (2009) – Blaž Jarc ha ottenuto il secondo miglior tempo assoluto, ma ha gareggiato solo nella categoria U23.
8. ↑  Salcano (2011) – Koren era terzo. Tutti i suoi risultati di questo e dell'anno successivo sono stati successivamente annullati e cancellati nel 2019 per doping.
9. ↑  Le prove a cronometro 2022 erano originariamente programmate a Maribor (lo stesso dell'host di Road Championhips), ma all'ultimo minuto sono state riprogrammate a (Karteljevo).
    In contemporanea con i Campionati Nazionali Sloveni a cronometro, a Karteljevo saranno organizzate anche le Prove Nazionali Austriache a Cronometro..

### Fonti
1. 1 2  (SL) Sandi Šmerc (Merx) je prvak med člani, in Delo, 3 agosto 1991.
2. ↑  (SL) Milena Zupanič, Tudi Ptujčanu medalja na državnem prvenstvu, in Tednik (Ptuj), 18. junij 1992.
3. 1 2  (SL) Prvi prvak je Valter Bonča, in Delo, 15 giugno 1992.
4. 1 2  (SL) Drago Papler, Kolesarji osvojili Tržič (PDF), in Gorenjski Glas, 10 agosto 1993.
5. ↑  (SL) Favoriti so se ušteli, in Delo, 9 agosto 1993.
6. ↑  (SL) V. [Vilma] Stanovnik, Sladka zmaga Hvastje, grenko slavje Mahoriča (PDF), in Gorenjski Glas, 16 agosto 1994.
7. 1 2  (SL) Državno prvenstvo v kolesarstvu, in Delo, 16 agosto 1994.
8. 1 2  (SL) Danilo Klanjšek, Državno prvensto, in Tednik (Ptuj), 24 agosto 1995.
9. ↑  (SL) Kolesarski državni prvak 1995 je Gorazd Štangelj, in Delo, 21 agosto 1995.
10. 1 2  (SL) DP v znamenju osamljenih jezdecev?, in Delo, 22 giugno 1996.
11. ↑  (SL) Zmagoslavje B. Ravbarja, in Delo, 24 giugno 1996.
12. ↑  (SL) Bo Hvastja ogrel svoj stroj?, in Delo, 28 giugno 1997.
13. ↑  (SL) Sviben: Hvala ekipiǃ, in Delo, 30 giugno 1997.
14. ↑  (SL) Sašo Sviben na DP številka 1, in Delo, 4 luglio 1998.
15. ↑  (SL) Kranjec državni prvak, in Delo, 6 luglio 1998.
16. ↑  (SL) Premočna zmaga Kelnerja (stran 21), in Štajerski tednik, 1º luglio 1999.
17. ↑  (SL) Dvojna zmaga Blejcev (stran 21), in Gorenjski list, 27 giugno 2000.
18. ↑  (SL) Slavje Derganca in tovarišev (stran 16), in Dolenjski list, 5 luglio 2001.
19. ↑  (SL) Koga moti KK Perutnina Ptuj? (stran 25), in Štajerski tednik, 4 luglio 2002.
20. ↑  (SL) Vsi naenkrat (stran 25), in Štajerski tednik, 3 luglio 2005.
21. ↑  (SL) Legionarja pobrala naslov (stran 24), in Štajerski tednik, 1º luglio 2004.
22. ↑  (SL) Mitja Mahorič prvič zmagal na Ptuju (stran 7 & 8), in Štajerski tednik, 28 giugno 2005.
23. ↑  (SL) Golčer tokrat premagal Noseta (stran 7), in Štajerski tednik, 27 giugno 2006.
24. ↑  (SL) Na Touru bo v majici državnega prvaka, in Gorenjski glas, 3 luglio 2007.
25. ↑   Božič presenetljivi državni prvak, in Delo, 29 giugno 2008.
26. 1 2  (SL) VIDEO & FOTO: Jarc absolutni prvak, Mahorič najboljši v kategoriji elite, in 24ur.com, 28 giugno 2009.
27. ↑  (SL) Mahorič: Na Jarca se nisem oziral, su MMC RTV Slovenija, 28 giugno 2009.
28. 1 2  (SL) Štangelj prvak, Marin odličen četrti (stran 11), in Štajerski tednik, 29 giugno 2010.
29. ↑  (SL) Gazvoda prvak v skromni konkurenci, in MMC RTV Slovenija, 25 giugno 2010.
30. 1 2  (SL) Bole na Tour v majici državnega prvaka, in MMC RTV Slovenija, 25 giugno 2011.
31. 1 2  (SL) Božič v Mirni Peči do naslova državnega prvaka, in Delo, 24 giugno 2012.
32. ↑  (SL) Pibernik v Gabrju do dveh naslov prvaka, in Delo, 23 giugno 2013.
33. ↑  (SL) Mugerli na državnem prvenstvu pred Mezgecem, in MMC RTV Slovenija, 29 giugno 2014.
34. ↑  (SL) Pibernik drugič državni prvak v cestni dirki, in MMC RTV Slovenija, 28 giugno 2015.
35. ↑  (SL) Tratnik tudi z nekaj sreče do majice državnega prvaka, in Siol, 26 giugno 2016.
36. ↑  (SL) Mezgec na klancih trpel, v šprintu pa prvič postal državni prvak, in MMC RTV Slovenija, 25 giugno 2017.
37. 1 2  (SL) Luka Mezgec in Polona Batagelj državna kolesarska prvaka, in Siol, 25 giugno 2017.
38. 1 2  (SL) Mohorič državni prvak - popolno zmagoslavje Bahrain Meride, in MMC RTV Slovenija, 24 giugno 2018.
39. 1 2  (SL) Novak presenetljivi državni prvak v cestni dirki, in MMC RTV Slovenija, 30 giugno 2019.
40. 1 2  (SL) Roglič državni prvak, su savus.si, 22 giugno 2020.
41. 1 2  (SL) Matej Mohorič državni prvak: Ponosen sem, da bom to majico nosil na Touru, su siol.net. URL consultato il 20 giugno 2021.
42. 1 2  (SL) Veteran Koren s samostojnim pobegom do državnega naslova Eugenija Bujak ubranila naslov, su MMC RTV Slovenija, 26 giugno 2022.
43. 1 2  (SL) Simultanka Pogačarja (ob pomoči Mezgeca) za prvi naslov državnega prvaka, su MMC RTV Slovenija. URL consultato il 25. junij 2023.
44. 1 2  (SL) Novak prvak po napadu na najtežjem vzponu, dva naslova Urški Žigart, su MMC RTV Slovenija, 22 giugno 2024.
45. 1 2  (SL) Domen Novak nasledil Pogačarja, prvi naslov za Urško Žigart 9, su siol, 22 giugno 2024.
46. ↑  (SL) Zelo pomembna prireditev. Bodo prvaki ubranili naslove, in Delo, 2. avgust 1991.
47. ↑  (SL) Štangelj končno tudi cestni prvak, in Dolenjski list, 24 agosto 1995.
48. ↑  (SL) Popolno zmagoslavje Krke (page 19), su Štajerski tednik, 27. junij 1996.
49. ↑  (SL) Blaž Jarc, novi Indurain, zažgal Mirno Peč, su dolenjskilist.net. URL consultato il 28. junij 2009.
50. ↑  (SL) Tjaša Rutar blog 2010, su blog.siol.net. URL consultato il 28. junij 2010 (archiviato dall'url originale il 9 maggio 2022).
51. ↑  (SL) Tjaša Rutar blog 2011, su blog.siol.net. URL consultato il 28. junij 2011 (archiviato dall'url originale il 9 maggio 2022).
52. ↑  (SL) Državno prvenstvo Slovenije v cestni dirki 2012 results (stran 4) (PDF), su kolesarska-zveza.si. URL consultato il 24. junij 2012 (archiviato dall'url originale il 9 agosto 2022).
53. ↑  (SL) Državno cestno prvenstvo Gabrje 2013 - Ženske Elite (PDF), su kolesarska-zveza.si. URL consultato il 24 giugno 2022 (archiviato dall'url originale il 23 settembre 2019).
54. ↑  (SL) Polona Batagelj osvojila naslov državne prvakinje, su ajdovscina.si. URL consultato il 25. junij 2013.
55. ↑  (SL) Državno cestno prvenstvo Gabrje 2014 - Ženske Elite (PDF), su kolesarska-zveza.si. URL consultato il 24 giugno 2022 (archiviato dall'url originale il 23 settembre 2019).
56. ↑  (SL) Mugerli na državnem prvenstvu pred Mezgecem, in MMC RTV Slovenija, 29. junij 2014.
57. ↑  (SL) Državno cestno prvenstvo Slovenije, Mirna Peč 2015 - Članice / WE (PDF), su kolesarska-zveza.si. URL consultato il 24 giugno 2022 (archiviato dall'url originale il 23 settembre 2019).
58. ↑  (SL) Odločilna je bila motivacija, su Dnevnik, 1. julij 2015.
59. ↑   Državno prvenstvo v cestni vožnji Domžale 2016 - Članice (WE) (PDF) [collegamento interrotto], su kolesarska-zveza.si.
60. ↑  (SL) Tratnik tudi z nekaj sreče do majice državnega prvaka, su Siol, 26. junij 2016.
61. ↑  (SL) V nedeljo v Kranju za naslove najboljših v državi, su kklub-sava.si, 21. junij 2017.
62. ↑  (SL) Državno prvenstvo v cestni vožnji 2018  (stran 5) (PDF), su prijavim.se. URL consultato il 21. junij 2020.
63. ↑  (SL) Državno prvenstvo v cestni vožnji 2019, su prijavim.se, 30. junij 2019.
64. ↑  (SL) Državno prvenstvo v cestni vožnji 2020: spored (PDF), su prijavim.se. URL consultato il 21. junij 2020.
65. 1 2  (SL) Kolesarji po dežju in toči, in Delo, 14 ottobre 1991.
66. ↑  (SL) Svibnu kolesarski tron, in Delo, 18 ottobre 1993.
67. ↑  (SL) Šport v številkah: Kolesarsko DP v kronometru, in Delo, 18 ottobre 1993.
68. ↑  (SL) Sandi Papež klasik brez Sandija (page 10), in Dolenjski list, 13 ottobre 1994.
69. 1 2  (SL) Pintarič kos tudi mrazu, in Delo, 10 ottobre 1994.
70. ↑  (SL) Ravbar pobegnil ob pravem trenutku (page 35), in Gorenjski Glas, 6 giugno 1995.
71. 1 2  (SL) VN Kranja B. Ravbarju, in Delo, 5 giugno 1995.
72. 1 2  (SL) Maščevanje Rogovcev, Pintarič tretjič zapored, in Delo, 1º luglio 1996.
73. ↑  (SL) Odlične hitrosti na kronometru (page 25), in Gorenjski Glas, 30 settembre 1997.
74. ↑  (SL) "Keki" ga je potolažil, in Delo, 29 settembre 1997.
75. ↑  (SL) Ta teden za Veliko nagrado Perutnine (page 25), in Štajerski tednik, 24 giugno 1999.
76. ↑  (SL) Premočna zmaga Kelnerja (page 21), in Štajerski tednik, 1º luglio 1999.
77. ↑  (SL) Dvojna zmaga Blejcev (stran 21), in Gorenjski list, 27. junij 2000.
78. ↑  (SL) Državna prvaka Mahorič in Gazvoda (stran 25), in Štajerski tednik, 5. julij 2001.
79. ↑  (SL) Kolesarstvo: Vsi naenkrat (stran 25), in Štajerski tednik, 3. julij 2003.
80. ↑  (SL) Gorenjci prijetno presenetili (stran 11), in Gorenjski Glas, 29. junij 2004.
81. ↑  (SL) Gazvoda prvič med člani (page 7), in Štajerski tednik, 21. junij 2005.
82. ↑  (SL) Gazvoda državni prvak, in 24ur, 19. junij 2005.
83. ↑  (SL) Fajtu naslov v kronometru, in MMC RTV Slovenija, 8 ottobre 2006.
84. ↑  (SL) Kolesarstvo: Savčan Koren najboljši (stran 8), in Gorenjski Glas, 10. oktober 2006.
85. ↑  (SL) Brajkovič izvisel za Tour, in Žurnal24, 24 giugno 2009.
86. ↑  (SL) Slovenian National Time Trial Championships 2007 official results (PDF) [collegamento interrotto], in kolesarska-zveza.si, 25 giugno 2007.
87. ↑  (SL) Gazvodi članski naslov, absolutno najhitrejši Koren, in Delo, 25. junij 2007.
88. ↑  (SL) Gazvodi naslov, Korenu najhitrejši čas, in MMC RTV Slovenija, 25. junij 2007.
89. ↑  (SL) Gazvoda tretjič prvak v kronometru, in Žurnal24, 25. junij 2008.
90. ↑  (SL) Jezen Jani potolkel konkurenco, in Žurnal24, 25. junij 2011.
91. ↑  (SL) Gazvoda še vedno v vrhu slovenskega kronometra, in Delo, 25. junij 2010.
92. 1 2  (SL) Brajkovič državni prvak, in Žurnal24, 26. junij 2011.
93. ↑  (SL) Vrečer slovenski prvak v kronometru, in Siol, 8. junij 2012.
94. 1 2  (SL) Slovenija: Dobili nove državne prvake v kronometru, in morel.si, 8. junij 2013. URL consultato il 24 giugno 2022 (archiviato dall'url originale il 7 agosto 2022).
95. ↑  (SL) Slovenija: Dobili nove državne prvake v kronometru, in MMC RTV Slovenija, 6. junij 2014.
96. ↑  (SL) Tratnik in Batageljeva državna prvaka v kronometru, in Delo, 12. junij 2015.
97. ↑  (SL) Jon Božič prvak in podprvak hkrati, in adria-mobil-cycling.com, 12. junij 2015.
98. ↑  (SL) Roglič poskuša narediti vse, da napreduje, in Dnevnik, 11. junij 2016.
99. ↑  (SL) Primož Roglič postal državni prvak v kronometru, in Siol, 10. junij 2016.
100. ↑  (SL) V kronometru slavila Polanc in Pintarjeva, in Žurnal24, 8. junij 2018.
101. 1 2  (SL) Državna prvaka v kronometru Tratnik in Bujakova, in MMC RTV Slovenija, 8. junij 2018.
102. ↑   Pogačar new Slovenian champion in TT, in uaeteamemirates.com, 7. junij 2019.
103. ↑   Pogačar storms to Slovenian TT champs win, in uaeteamemirates.com, 28. junij 2020.
104. 1 2  (SL) Pogačar prvak v kronometru, osem sekund hitrejši od Rogliča, in MMC RTV Slovenija, 28. junij 2020.
105. ↑  (SL) Tratnik ugnal Polanca in Pogačarja: "Sem peljal tudi že boljše kronometre", in MMC RTV Slovenija, 17. junij 2021.
106. ↑  (SL) Tratnik ubranil naslov državnega prvaka v kronometru, su MMC RTV Slovenija. URL consultato il 23. junij 2022.
107. 1 2  (SL) Pogačar za minuto in pol izboljšal čas izpred treh let, su MMC RTV Slovenija. URL consultato il 22 giugno 2023.
108. 1 2   2024 National Championships Slovenia - ITT (NC) (PDF), su prijavim.se. URL consultato il 20 giugno 2024.
109. 1 2   Urška Žigart četrtič in Matej Mohorič prvič do naslova državnih prvakov v vožnji na čas, su prijavim.se. URL consultato il 20 giugno 2024.
110. 1 2  (SL) Eugenia Bujak in Mihael Štajnar državna prvaka v kronometru, su MMC RTV Slovenija. URL consultato il 27 giugno 2025.
111. ↑   Koren najhitrejši, Fajt državni prvak, in bicikel.com, 8. oktober 2006.
112. ↑   2007 National Championships Slovenia - ITT (NC), in procyclingstats.com, 25 giugno 2007.
113. ↑   Tjaša Rutar blog 2008, in rutartjasa.blog.siol.net, 27. junij 2008. URL consultato il 24 giugno 2022 (archiviato dall'url originale il 9 maggio 2022).
114. ↑   2008 National Time Trial Championships Slovenia: official results (PDF), in kolesarska-zveza.si, 25 giugno 2008. URL consultato l'8 luglio 2022 (archiviato dall'url originale l'8 luglio 2022).
115. ↑   Tjaša Rutar blog 2009, in rutartjasa.blog.siol.net, 30. junij 2009. URL consultato il 24 giugno 2022 (archiviato dall'url originale il 9 maggio 2022).
116. ↑   2009 National Championships Slovenia - ITT (NC), in procyclingstats.com, 25. junij 2009.
117. ↑   Tjaša Rutar blog 2010, in rutartjasa.blog.siol.net, 25. junij 2010. URL consultato il 24 giugno 2022 (archiviato dall'url originale il 9 maggio 2022).
118. ↑   2010 National Championships Slovenia - ITT (NC), in procyclingstats.com, 25. junij 2010.
119. ↑   2011 National Championships Slovenia - ITT (NC), in procyclingstats.com, 26. junij 2011.
120. ↑   2012 National Championships Slovenia - ITT (NC), in procyclingstats.com, 8. junij 2012.
121. ↑   Maraton Franja triatloncu Plešetu, in Siol, 8. junij 2012.
122. ↑   2013 National Championships Slovenia - ITT (NC), in procyclingstats.com, 7. junij 2013.
123. ↑   ELZ - Državno prvenstvo SLO 2014 - Elite - ženske - 18km, su remote.timingljubljana.si.
124. ↑   ELZ - Državno prvenstvo SLO 2015 - Elite - ženske - 22km (PDF), su ss1.spletnik.si. URL consultato il 24 giugno 2022 (archiviato dall'url originale il 24 settembre 2019).
125. ↑   ELZ - Državno prvenstvo SLO 2016 - Elite - ženske - 22km, su remote.timingljubljana.si.
126. ↑   ELZ - Državno prvenstvo SLO 2017 - Elite - ženske - 21,2km, su remote.timingljubljana.si.
127. ↑   Pogačar novi državni prvak v kronometru [collegamento interrotto], in Slovenska kolesarska zveza, 7. junij 2019.
128. ↑   2011 National Championships Slovenia - ITT (NC), in procyclingstats.com, 17. junij 2021.
129. ↑   Tratnik ugnal Polanca in Pogačarja: "Sem peljal tudi že boljše kronometre", in Siol, 17. junij 2021.
130. ↑   2022 National Championships Slovenia WE - ITT (NC), su Procyclingstats. URL consultato il 23. junij 2022.